# Aeropuerto Raja Bhoj
El Aeropuerto Raja Bhoj (IATA: BHO, OACI: VABP) es un aeropuerto doméstico que sirve a Bhopal en el estado de Madhya Pradesh, India. También es conocido con el nombre de Aeropuerto Raja Bhoj. Se ubica en Bairagarh que está a quince kilómetros al noroeste del centro del centro de la ciudad de Bhopal.

## Planes futuros
El Aeropuerto Raja Bhoj pretende ser convertido en internacional en 2010 con vuelos que operen inicialmente a Oriente Medio. Pretende convertirse así en el tercer aeropuerto internacional en el

## Aerolíneas y destinos
| Aerolíneas   | Destinos                                                                                |
| ------------ | --------------------------------------------------------------------------------------- |
| Air India    | Delhi, Mumbai, Pune                                                                     |
| Alliance Air | Jaipur, Raipur (both beginning soon)                                                    |
| FlyBig       | Hyderabad, Kurnool                                                                      |
| IndiGo       | Agra, Ahmedabad, Allahabad, Bengaluru, Chennai, Delhi, Hyderabad, Kochi, Mumbai, Raipur |

## Estadísticas
Ver fuente y consulta Wikidata.